# 연봉조정신청 (KBO)
연봉조정신청(salary arbitration) 이란 KBO 소속 선수로서 만 3년이 경과한 선수에게 주어지는 자격이다. (KBO에서는 부상자 명단으로 1군 엔트리 누락시 포함되지 않음) KBO 야구규약 제73조에 의거하여 매년 1월 10일 오후6시까지 총재가 수리하여 야구규약 제75조에 의거하여 조정위원회를 구성, 수리된 신청건에 대하여 조정신청 수리후 10일이내에 종결해야 한다.

## 절차
선수와 소속구단이 연봉조정을 신청후 조정위원회는 양측의 조건중 1가지를 택하게 된다. 선수 및 구단은 조정신청 마감일로부터 5일 후인 1월 15일 오후 6시까지 연봉 산출근거 자료 KBO에 제출해야한다. 만약 자료를 제출하지 않으면 서류를 제출한 쪽에게 패한다. 조정위원회의 결정을 구단이 받아들이지 않으면 선수의 보류권을 상실하고 선수는 자유계약선수로 풀린다. 반대로 선수가 이 결정을 받아들이지 않으면 임의탈퇴로 처리된다.

## 역사
1984년 강만식(해태 타이거즈), 이원국(MBC 청룡) 이후로 96차례의 연봉조정 신청이 있었다. 이중 76차례는 중도 계약 타결로 자동 취소되었고 조정위원회의결정까지 간 사례는 20차례에 불과하다. 이중 2002년 LG 트윈스 내야수 유지현만이 선수 측 승리 판정을 받았다. 하지만 이 사건으로 유지현은 2년 후 은퇴하였다. 2010년 타격 7관왕의 이대호는 7억을 요구하였으나 구단에서 6억 3천만원을 제시하여 연봉조정신청을 하였으나 결국 구단이 승리하였다.

## 논란
- KBO 리그에서 1월 초에는 각 구단이 전지훈련을 떠나는 시기이다. 이시기에 연봉조정 신청을 하는 경우 자신의 훈련 일정에 차질이 생기게 되어 선수측에 불리한 조건이 많다. (2011년 1월 16일 두산이 가장 늦게 전지훈련을 떠났다.)
- 또한 구단측이 연봉산출근거로 자세한 서류작업을 하는 동안 선수는 그 기간과 인적 자원에서 밀릴 수 밖에 없는 싸움을 하게 된다.
- "KBO 야구규약 제75조 [조정위원회 구성]엔 ‘총재가 조정신청을 수리했을 때는 조정위원회를 구성해야 한다. 조정위원회는 총재가 따로 구성한다."이 조정위원회 구성을 하는데 있어 공정성이 떨어진다는 목소리가 높다.[2]

#### 관련 야구규약
제73조 [조정] 다음 해에 선수계약 체결을 위하여 보류된 선수 또는 그 선수를 보류한 구단은 다음 해 계약조건 중 참가활동보수 등 금전에 관한 사항이 합의되지 않을 경우 총재에게 조정을 신청할 수 있다. 단, 본 위원회의 소속선수로서 만 3년이 경과한 선수만이 조정을 신청할 수 있다. [1985.12.17 개정]

제74조 [조정위원회 구성] 총재가 전 조에 의한 조정신청을 수리했을 때는 조정위원회를 구성해야 한다. 조정위원회는 총재가 따로 구성한다.
제75조 [조정기간] 총재는 조정신청을 1월 10일 18:00까지 수리하며, 조정위원회는 조정신청을 수리한 후 10일 이내에 종결하여야한다. 단, 수리 마감일이 공휴일인 경우 다음 날 18:00까지로 한다.[1991.2.12 ➜ 2002.12.10 개정]
제76조 [참가활동보수 산출 근거자료 제출] 선수 및 구단은 조정 신청 마감일로부터 5일 후 18:00까지 각각의 참가활동보수 산출 근거 자료를 반드시 위원회에 제출해야 한다. 단, 공휴일인 경우 다음 날 18:00까지 제출한다. 해당일까지 구단이나 선수 어느 한 쪽이 자료를 제출하지 않았을 경우 조정을 포기한 것으로 간주하 고 서류를 제출한 쪽으로 참가활동보수를 조정한다. 양쪽 모두 제출하지 않았을 경우에는 무효로 처리한다. [2002.12.10 신설]
제77조 [계약의 자유] 제55조 [보류기간의 종료]에 의해 구단이 보류권을 상실했을 경우 선수는 어떠한 구단과도 선수계약을 체결할 수 있다. 그 선수와 타구단 간에 선수계약이 성립됐을 때는 계약 당사자는 계약서 작성일을 포함 5일 이내에 전 소속구단에 그 내용을 통고해야 한다.
제78조 [계약성립까지의 보장] 제77조 [계약의 자유]에 의해 선수계약이 성립될 때까지 전 소속구단은 그 선수에 대해 당해년도 2월부터 5월까지 매월 조정안에 표시된 참가활동보수액의 10분의1을 지불하여야 한다.
제79조 [계약양도금] 제77조 [계약의 자유]에 의해 신규로 선수계약을 체결한 구단과 그 선수의 전 소속구단 간에는 선수계약의 양도가 성립된 것으로 간주하고 계약양도에 관한 조항을 준용한다.이때에 계약양도금은 조정안에 표시된 참가활동보수액과 동등액으로 한다.
또한 제78조에 의해 전 소속구단에서 지불한 금액은 전 항의 계약양도금에 가산한다.
※ 제70조 [계약양도금의 소득]